# Чернышёв, Николай Григорьевич
Николай Григорьевич Чернышёв (1904—1946) — генерал-майор (27.06.1945) Советской Армии, участник Великой Отечественной войны.

## Биография

Могила Чернышёва на Мемориале Вечной Славы в Киеве.

Николай Чернышёв родился в 1904 году в посёлке Шатрово (ныне — в черте города Фурманова Ивановской области). В 1926—1928 годах проходил службу в Рабоче-крестьянской Красной армии. В 1941 году Чернышёв повторно был призван на службу в армию Курским городским военным комиссариатом и направлен в действующую армию.
В годы Великой Отечественной войны с апреля 1942 года Чернышёв занимал должность члена Военного Совета 13-й армии, курировал тыл армии. Организовывал бесперебойное снабжение соединений боеприпасами, продовольствием, горючим и фуражом, эвакуацию раненых.
Скоропостижно скончался в 1946 году, похоронен на Мемориале Вечной Славы в Киеве.
Был награждён орденами Ленина, Красного Знамени, Кутузова 2-й степени, Богдана Хмельницкого 2-й степени, Отечественной войны 1-й степени и Красной Звезды, а также рядом медалей.
В честь Чернышёва названа улица в городе Фурманове Ивановской области, а также в городе Ровно.